# Bouncing Boy
Bouncing Boy (Chuck Taine) est un personnage appartenant à DC Comics. Il apparaît pour la première fois dans Action Comics no 276 en mai 1961. Il a été créé par Jerry Siegel et Jim Mooney durant l'Âge d'argent des comics. 
Chuck Taine apparait sous une forme moderne dans "Legion of Super-Heroes Vol 4 no 76" en 1996 par Tom McCraw,  Lee Moder & Tom Peyer.

## Histoire
Bouncing Boy est originaire du 31e siècle, il a bu accidentellement un soda-pop expérimental à base de plastique.
Il est l'instructeur dans la Legion of Substitute Heroes.
Bouncing Boy est marié Duo Damsel dans le numéro de "Superboy no 200".
Post-Zero Hour, Chuck Taine est un ingénieur architecte.

## Équipe artistiques
Tom Peyer, Tom McCraw, Lee Moder, Keith Giffen, Larry Mahlstedt, Paul Levitz, Geoff Johns, George Perez, Gary Frank, Scott Koblish, Sanford Greene, Nathan Massengill, Randy Gentile...

## Autres médias
- La Ligue des justiciers, doublé par Googy Gress.
- La Légende des super-héros, doublé par Michael Cornacchia.
- Bouncing Boy existe sous forme de figurine.